# Beziehungsunfähigkeit

Carl Spitzweg: Der Hagestolz

Das Schlagwort Beziehungsunfähigkeit bezeichnet im deutschen Sprachraum umgangssprachlich ein Grundproblem, das der Benutzer des Wortes bei Personen vermutet, die sich eine Partnerschaft zwar wünschen und eventuell immer wieder probieren, aber nicht dauerhaft aufrechtzuerhalten vermögen. Der Terminus wird ausschließlich alltagspsychologisch und in der psychologischen Ratgeberliteratur verwendet, und zwar eher auf Personen mit wechselnden Beziehungen als auf vollkommen Unerfahrene zielend. Es ist kennzeichnend für den kolloquialen Charakter des Sprachgebrauches, dass eine genaue inhaltliche Bestimmung der vermuteten Unfähigkeit unterbleibt, aber umso mehr über die vermeintlichen Ursachen spekuliert wird.
Die moderne wissenschaftliche Psychologie kennt eine „Beziehungsunfähigkeit“ nicht. Auch Promiskuität, die historisch als Unfähigkeit zur Aufrechterhaltung von Liebesbeziehungen verstanden wurde, kommt in ICD-10 nicht mehr vor. Die Psychiatrie kennt u. a. erworbene Traumata, Bindungs- und Persönlichkeitsstörungen sowie angeborene Entwicklungsstörungen wie den frühkindlichen Autismus oder das Asperger-Syndrom, die die Prognose stabiler Partnerschaften stark mindern können, mit dem Terminus „Beziehungsunfähigkeit“ gewöhnlich aber nicht gemeint sind.

## Erklärungsversuche
In der (nicht-wissenschaftlichen) Ratgeberliteratur wird „Beziehungsunfähigkeit“ häufig mit „Bindungsangst“ gleichgesetzt und auf „Verlustängste“ zurückgeführt, d. h. auf die Angst, vom Partner verletzt oder verlassen zu werden oder um der Partnerschaft willen zu viel Autonomie aufgeben zu müssen. Die Autoren nehmen an, dass der Partner darum entweder auf Distanz gehalten oder immer wieder gewechselt wird.

## Soziokultureller Diskurs
In einigen populärwissenschaftlichen Büchern wird „Beziehungsunfähigkeit“ als Massenphänomen der individualisierten Gegenwartsgesellschaft beschrieben. Die vermutete Konjunktur von Beziehungsunfähigkeit wird von manchen Autoren darauf zurückgeführt, dass mit dem Rollenwandel der Geschlechter insbesondere Frauen eine hohe Bereitschaft zeigen, eine Partnerschaft, die nicht mehr befriedigend ist, aufzugeben. Andere führen sie auf eine narzisstisch gewordene Gesellschaft zurück. Wieder andere argumentieren, dass die Stabilität von Partnerschaften mit dem Fortfall von Traditionen primär eine Frage individueller sozialer Kompetenz geworden sei, was zu massenhaftem „Versagen“ führe.
Wie Nina Pauer aufgewiesen hat, wird der Terminus zunehmend von Männern in Anspruch genommen, die sich damit eventuell zu einer Art von Byronic Hero stilisieren:

„‚Ich kann nicht, ich bin beziehungsunfähig‘, diese Formel könnte als Migräne des Mannes in die Historie eingehen, eine Ausrede, gejammert vorgebracht, um die vermeintliche Komplexität der eigenen Psyche zu demonstrieren. Man ist bedauerlicherweise nun einmal zu kompliziert, um sich einem Leben in Partnerschaft auszusetzen.“

Besonders in den 1980er Jahren, also auf dem Höhepunkt der AIDS-Krise, wurde auch homosexuellen Männern eine tiefgreifende Beziehungsunfähigkeit zugeschrieben. Empirische Studien haben dann jedoch gezeigt, dass auch diese Männer wesentlich häufiger in festen Partnerschaften lebten, als gemeinhin unterstellt wurde.